# Les Bordes-Aumont
Les Bordes-Aumont település Franciaországban, Aube megyében. Lakosainak száma 539 fő (2022. január 1.). Les Bordes-Aumont Cormost, Isle-Aumont, Saint-Thibault, La Vendue-Mignot, Villemereuil és Villy-le-Bois községekkel határos.

## Népesség
A település népessége az elmúlt években az alábbi módon változott:
| Lakosok száma | 158  | 221  | 288  | 307  | 565  | 544  | 543  | 531  | 525  | 539  |
|               | 1968 | 1982 | 1990 | 2006 | 2013 | 2015 | 2017 | 2019 | 2020 | 2022 |